# Darius Milhaud
Darius Milhaud (Marselha, 4 de setembro de 1892 – Genebra, 22 de junho de 1974) foi um compositor e professor francês, um dos mais prolíficos do século XX. Sua obra é conhecida por conciliar o uso da politonalidade (múltiplas tonalidades ao mesmo tempo) e do jazz. Fez parte do influente Grupo dos Seis.

## Biografia
Milhaud nasceu na comuna francesa de Marselha, membro de uma família judaica. Estudou no Conservatório de Paris, onde conheceu seus colegas de composição Arthur Honegger e Germaine Tailleferre. Teve aulas de composição com Charles Widor e harmonia e contraponto com André Gédalge. Também estudou, de forma independente, com Vincent d'Indy. Ainda jovem, trabalhou como voluntário no Brasil, durante o período em que o poeta Paul Claudel era embaixador no país. Essa época marcou muito sua vida, refletindo-se em obras como a suíte de dança Saudades do Brasil ou a famosa peça Scaramouche. De 1917 a 1919 viveu no Rio de Janeiro como adido da Embaixada da França.
Em viagem aos Estados Unidos em 1922 ouviu pela primeira vez o jazz "autêntico" nas ruas do bairro de Harlem em Nova Iorque. A partir do ano seguinte passou a compor com influência do jazz, tendo completado La Création du monde ("A Criação do mundo"), um balé em seis cenas contínuas, com movimentos naquele estilo.
Devido à Segunda Guerra Mundial, mudou-se para os Estados Unidos em 1940, só podendo retornar à França após sua libertação. Durante esses anos, lecionou no Mills College de Oakland, Califórnia.
Entre 1947 e 1971 alternou períodos de docência em Mills e no Conservatório de Paris até que, devido a sua saúde já debilitada que o mantinha preso a uma cadeira de rodas, acabou se aposentando. Morreu em Genebra, Suíça, aos 81 anos de idade.
Assim como seus contemporâneos Paul Hindemith, Bohuslav Martinů e Heitor Villa-Lobos, compunha muito rapidamente e de forma natural. Suas obras mais conhecidas são os balés Le Bœuf sur le toit e La Création du monde, a peça Scaramouche (em diferentes versões), e a suíte de dança Saudades do Brasil. Sua autobiografia é intitulada Notes sans musique ("Notas sem música"), mais tarde Ma vie heureuse ("Minha vida feliz").

### Principais estudantes
Lecionando no Mills College e no Conservatório de Paris, Darius Milhaud teve como alunos, entre outros:
| - Burt Bacharach - Louis W. Ballard - William Bolcom - Dave Brubeck - Charles Dodge - Pierre Max Dubois | - Philip Glass - Stanley Hollingsworth - Vincent McDermott - Steve Reich - Neil Rolnick - Benjamín Gutiérrez Sáenz | - Bill Smith - Karlheinz Stockhausen - Morton Subotnick - Gloria Wilson Swisher - Robert Washburn - Iannis Xenakis |

## Obras
As obras a seguir apresentadas representam apenas uma pequena fração de tudo o que Milhaud compôs: Sua lista de opera chega ao número 443. Também é importante ressaltar que Milhaud costumava fazer várias versões da mesma peça, como Scaramouche, que pode ser para saxofone e orquestra, saxofone e piano, dois pianos, clarinete e orquestra, etc.

### Ópera
- La brebis égarée (1923)
- Les malheurs d'Orphée (1926)
- Le pauvre matelot (1927)
- Christophe Colomb (1928)
- Maximilien (1932)
- L'opéra du gueux (1937)
- Médée (1939), com texto de Madeleine Milhaud, sua prima e esposa
- Bolivar (1943), com texto de Madeleine Milhaud
- David (1955)
- Fiesta (1958)
- La mère coupable (1966), com texto de Madeleine Milhaud de Beaumarchais
- Saint-Louis, roi de France (1972)

### Balé
- L'Homme et son désir, op. 48, para quatro cantores (sem texto) e madeiras, percussão e cordas solistas
- Le Bœuf sur le toit, op. 58 (1919)
- La Création du monde, op. 81, para pequena orquestra (1923)

### Orquestral
- Doze sinfonias
- Seis pequenas sinfonias
- Suíte sinfônica Nº 2 – Protee, op. 57 (1919)
- Serenade en trois parties, op. 62 (1920–1921)
- Saudades do Brasil, op. 67b (1920–21, arranjo da versão para piano)
- Suite provençale, op. 152b (1937)

### Concertante
- Piano
  - Cinq Études pour piano et orchestre, op. 63 (1920)
  - 5 concertos para piano e orquestra (1933–1955)
  - Le Carneval d'Aix, op. 83b, fantasia para piano e orquestra (1926)
- Cordas
  - 3 concertos para violino e orquestra
  - 2 concertos para viola e orquestra
  - 2 concertos para violoncelo e orquestra
- Scaramouche, para saxofone e orquestra (1937), para clarinete e orquestra (1939) 
  - I. Vif
  - II. Modéré
  - III. Brazileira
- Concerto pour batterie et petit orchestre (concerto para percussão e pequena orquestra), op. 109
- Concertino d'hiver, op. 327, para trombone e orquestra de cordas (1953)
- Duo Concertant pour Clarinette et Piano (1956)
- Concerto pour Clarinette et orchestre

### Câmara
- Cordas
  - Le Printemps, para violino e pequena orquestra
  - Première Sonate, para viola e piano
  - 18 quartetos de cordas (os de número 14 e 15 podem ser executados tanto separadamente quanto em conjunto, como um octeto de cordas)
  - 3 études sur des thèmes du Comtat Venaissin (1973)
  - Homage a Igor Stravinsky
- Madeiras
  - Suite française, op. 248 (1944)
    - 1. Normandie
    - 2. Bretagne
    - 3. Île de France
    - 4. Alsace-Lorraine
    - 5. Provence

  - West Point Suite, op. 313 (1954)
  - Deux Marches, op. 260 (1946)
  - Introduction et Marche funèbre
  - La Cheminée du Roi René (quinteto de madeiras)

### Piano
- Printemps, (1915–1920)
- Le bœuf sur le toit, para dois pianos (1919)
- Saudades do Brasil, op. 67 (1920)
- Scaramouche, para dois pianos (1941)
- La muse menagere
- 2 sonatas
- Sonatina
- Les Songes, para dois pianos

### Vocal
- Machines agricoles, op. 56, para um cantor e sete instrumentos, com textos retirados de um catálogo de máquinas agrícolas (1919)
- Catalogue des fleurs, op. 60, para um cantor e sete instrumentos (1920)
- Chateau du feu, op. 337, cantata em memória dos judeus mortos pela Alemanha Nazi